# I Kissed Charles
I Kissed Charles was een Nederlandse synthpopband rond zangeres Charlot Henzen. De van oorsprong Meppelse band heeft eind 2009 haar eerste album This Is Not Romantic uitgegeven onder het label van Goomah Music in samenwerking met Excelsior Recordings en V2 Records. De cd is opgenomen in Ierland bij producer Phil Hayes, en na het uitkomen van het album werd de band uitgeroepen tot 3FM Serious Talent.
Na een aantal wisselingen in de samenstelling van I Kissed Charles, werd in maart 2012 een platencontract getekend bij 8ball Music. Een nieuwe single kwam uit in de zomer van 2012. Samen met A Silent Express en Pioneers of Love vond een clubtour door Nederland plaats.

## Discografie

### Singles
- Over before it had started yet (2009)
- Let's french tonight (2009)
- My Heart Goes Boom! (Pre Tour Peptalk) (2010)
- You Took Off (2012)

### Albums
- I Kissed Charles EP (2008)
- This Is Not Romantic (2009)